# إبراهيم البحراوي (لاعب كرة قدم)
إبراهيم البحراوي (مواليد 30 يوليو 1992، آسفي) هو لاعب كرة قدم مغربي، يشغل مركز مهاجم في نادي سريع وادي زم , تكون وتدرج في جميع فئات أولمبيك اسفي حتى الوصول لفريق كبار وسنة 2017 انتقل للفتح الرباطي بعقد احترافي يمتد لثلاثة مواسم عند نهاية عقده مع الفتح انتقل إلى سريع واد زم انتقال حر بعقد للموسمين وفاز رفقة السريع بهداف الدوري المغربي للمحترفين برصيد 16 هدف موسم 2020/2021.

## روابط خارجية
- إبراهيم البحراوي على موقع قاعدة بيانات كرة القدم.إي يو (الإنجليزية)